# Tereza Voborníková
Tereza Voborníková (ur. 31 maja 2000 we Vrchlabí) – czeska biathlonistka, medalistka mistrzostw świata oraz wielokrotna medalistka mistrzostw świata juniorów.

## Kariera
Po raz pierwszy na arenie międzynarodowej pojawiła się 26 stycznia 2018 roku w Novym Měscie, gdzie w zawodach Pucharu IBU juniorów zajęła 46. miejsce w sprincie. Na rozgrywanych rok później mistrzostwach świata juniorów w Osrblie zdobyła srebrne medale w biegu indywidualnym i pościgowym. Podczas mistrzostw świata juniorów w Soldier Hollow w 2022 roku zwyciężyła w sprincie i biegu pościgowym, a w biegu indywidualnym była trzecia.
W zawodach Pucharu Świata zadebiutowała 9 stycznia 2020 roku w Oberhofie, zajmując 84. miejsce w sprincie. Pierwsze punkty wywalczyła 21 stycznia 2022 roku w Rasen-Antholz, gdzie zajęła 29. miejsce w biegu indywidualnym. Miesiąc później wzięła udział w igrzyskach olimpijskich w Pekinie, zajmując 34. miejsce w biegu indywidualnym oraz 58. w sprincie.

## Osiągnięcia

### Igrzyska olimpijskie
| Rok  | Miejscowość | Konkurencje | Konkurencje | Konkurencje | Konkurencje | Konkurencje | Konkurencje | Konkurencje |
| Rok  | Miejscowość | IN          | SP          | PU          | MS          | RL          | MR          | SR          |
| ---- | ----------- | ----------- | ----------- | ----------- | ----------- | ----------- | ----------- | ----------- |
| 2022 | Pekin       | 34.         | 58.         | DNF         | –           | –           | –           | nd.         |

### Mistrzostwa świata
| Rok  | Miejscowość | Konkurencje | Konkurencje | Konkurencje | Konkurencje | Konkurencje | Konkurencje | Konkurencje |
| Rok  | Miejscowość | IN          | SP          | PU          | MS          | RL          | MR          | SR          |
| ---- | ----------- | ----------- | ----------- | ----------- | ----------- | ----------- | ----------- | ----------- |
| 2023 | Oberhof     | 45.         | 18.         | 7.          | 18.         | 7.          | 5.          | 14.         |
| 2024 | Nové Město  | 52.         | 32.         | 13.         | –           | 7.          | –           | –           |
| 2025 | Lenzerheide | 24.         | 71.         | –           | –           | 12.         | 2.          | 14.         |

### Mistrzostwa świata juniorów
| Rok  | Miejscowość    | Konkurencje | Konkurencje | Konkurencje | Konkurencje | Konkurencje | Konkurencje | Konkurencje |
| Rok  | Miejscowość    | IN          | SP          | PU          | MS          | RL          | MR          | SR          |
| ---- | -------------- | ----------- | ----------- | ----------- | ----------- | ----------- | ----------- | ----------- |
| 2018 | Otepää         | 29.         | 5.          | 20.         | nd.         | 5.          | nd.         | nd.         |
| 2019 | Osrblie        | 2.          | 1.          | 2.          | nd.         | 8.          | nd.         | nd.         |
| 2020 | Lenzerheide    | 36.         | 38.         | 17.         | nd.         | 5.          | nd.         | nd.         |
| 2021 | Obertilliach   | 27.         | 11.         | 7.          | nd.         | 13.         | nd.         | nd.         |
| 2022 | Soldier Hollow | 3.          | 1.          | 1.          | nd.         | DNF         | nd.         | nd.         |

### Puchar Świata

#### Miejsca w klasyfikacji generalnej
| Sezon     | Miejsce |
| --------- | ------- |
| 2019/2020 | -       |
| 2020/2021 | -       |
| 2021/2022 | 66.     |
| 2022/2023 | 43.     |
| 2023/2024 | 16.     |
| 2024/2025 | 21.     |

#### Miejsca na podium indywidualnie
Voborníková nie stanęła na podium indywidualnych zawodów PŚ.